# Bastian Ernst
Bastian Alfons Ernst (* 30. Januar 1987 in Delmenhorst) ist ein deutscher Politiker (CDU). Seit 2025 ist er Mitglied des Deutschen Bundestages.

## Leben und berufliche Tätigkeit
Nach seinem freiwillig verlängerten Wehrdienst absolvierte Ernst ab 2008 eine Ausbildung zum Fachinformatiker bei der Firma Rheinmetall Electronics GmbH in Bremen. Anschließend studierte er von März 2011 bis August 2012 Wirtschaftsinformatik an der Hochschule Wismar. Darauf folgte eine Weiterbildung an der Fachakademie Saar, welche er mit dem Abschluss als Betriebswirt (FSH) beendete.
Von August 2008 bis Februar 2022 war Ernst in verschiedenen Funktionen bei der Firma Rheinmetall Electronics GmbH tätig. In der kurzen Zeit von März 2022 bis Dezember 2022 bei Materna Virtual Solution GmbH als Key-Account Manager Defence. Bis zur Wahl in den Deutschen Bundestag von Januar 2023 an, war Ernst bei der Firma Dynamit Nobel Defence GmbH als Head of Business Development für den Bereich Digital verantwortlich.
Bastian Ernst ist verheiratet und hat eine Tochter.

## Politischer Werdegang
Ernst ist seit 2009 Mitglied der CDU. Von 2011 bis 2020 war er Mitglied im Stadtrat von Delmenhorst. Zudem war er von 2018 bis 2021 Vorsitzender des CDU-Kreisverbands Delmenhorst. Nach seiner gescheiterten Kandidatur als Bürgermeister in Hatten bei der Kommunalwahl 2021 kandidierte er bei der Bundestagswahl 2025 als Direktkandidat für die CDU im Bundestagswahlkreis Delmenhorst – Wesermarsch – Oldenburg-Land. Ernst gewann das Direktmandat mit 29,3 Prozent der abgegebenen Stimmen und zog so in den 21. Deutschen Bundestag ein. Dort ist er ordentliches Mitglied im Verteidigungsausschuss sowie stellvertretendes Mitglied im Ausschuss für Digitales und Staatsmodernisierung.

## Mitgliedschaften
Ernst ist Mitglied in verschiedenen Organisationen der Rüstungsindustrie: Förderkreis Deutsches Heer e.V., Deutsche Gesellschaft für Wehrtechnik e.V., Verband der Reservisten der Bundeswehr e.V. und der Deutsch Atlantischen Gesellschaft e.V.
Außerdem ist er Mitglied der Burschenschaft Alemannia zu Bremen, dem Förderverein der jüdischen Gemeinde in Delmenhorst sowie den Sportvereinen TuS Heidkrug von 1919 e.V. und SV Atlas Delmenhorst e.V.